# 人事評価
人事評価（じんじひょうか）または人事考課とは従業員の業務の遂行度、業績、能力を評価し、賃金や昇進等の人事施策に反映させる仕組みのこと。6カ月や1年など定期的にかつ継続的に実施される。
日本の中堅・大企業においては人事考課制度が定着しており、厚生労働省2002年雇用管理調査によると従業員数300人以上1000人未満の企業では導入率89.1%などだった。
労働経済学では人事査定とも呼ばれる。
あらかじめ一定の評価項目や評価基準を用意した上で、「人事考課表」や「目標チャレンジ・シート」を作成すると、評価される側の納得度が上がるとされる。

## 歴史
日本では1930年代に科学的管理法の一部としてアメリカから評価方法が導入され広まった。その一つに荒木東一郎の1937年の「人事考課表」がある。
1970年代から1980年代の日本の大企業では人事考課は成績考課（遂行した仕事の量・質）、能力考課（仕事の遂行能力）、情意考課（仕事への意欲など）の三要素で行われた。1990年代以降は成果主義が定着し、情意・能力考課は360度評価（上司からだけでなく、同僚や部下からも評価してもらう）に置き換わった。しかし、好き嫌いの要素を排除できない等問題点が露呈した。
1990年代までの研究によると、中国では集団内の関係を重んじる儒教の影響により、個人主義的な西洋式人事評価がそぐわないとも考えられた。一方で、個人としての成果に報酬を与えることが香港や珠江デルタでは奨励されている。
日本の国家公務員には勤務評定制度があったが、年功序列式から能力・実績を反映する方式への移行を目指して平成21年（2009年）度から「人事評価制度」に置き換えられることになった。同様に地方公務員も2016年度から人事評価制度が導入された。
従来は賃金や昇進・人材配置などの意思決定が人事評価の主目的とされたが、アメリカでは人事評価を人材育成・能力開発に統合するパフォーマンス・マネジメントが論じられるようになった。

## 標準化
2002年(平成14年)度から12年(平成24年)度までに厚生労働省は人材育成や人事評価の基準となる職業能力評価基準を46業種について整備した。

## 各国における人事評価

### 中国
2008年ごろの中国においては、学校教員の勤務評価制度として、年度考課制度や職務称号評定制度などが制定されていた。これは、市場経済システム導入の機運のもと、同国の国際競争力を高めるための取り組みの一環として導入されたものであった。